# シェベルガーン
シェベルガーン(パシュトゥー語,ペルシア語: شبرغان)はアフガニスタン北部のジョウズジャーン州の州都である。2015年の人口は約17.6万人。 面積は73.35km2で、4つの区に分かれる。 シェベルガーンという地名は「シャープールの市」を意味するシャープールガンからきている。シャープールはサーサーン朝ペルシアの王の名である。

## 地理
シェベルガーンはサフィド川沿いにあり、マザーリシャリーフの130km西に位置する。シェベルガーン空港はシェベルガーンとアクチャの間にある。バクトリア北東部の要だった。バルフからヘラートを結ぶ主要道に面し、アムダリヤ川北部の主要道を支配し、南にはサレプルへの道もあった。イェムシ・テペ砦はシェベルガーンの北東5kmに位置する。

## 民族
シェベルガーンは国内最大のウズベク人人口を抱える。ウズベク語を母語とする者が多数派だが、シェベルガーンは多言語社会である。多数のタジク人やハザーラ人、パシュトゥン人、アラブ人が居住している。シェベルガーンのアラブ人は皆ペルシア語を話すが、アラブ人の自己認識を持っている。彼らは遥か昔から住んでいた。東のマザーリシャリーフやホルム、クンドゥーズにも同様のアラブ人が暮らす。彼らの祖先は7世紀〜8世紀に中央アジアに移住して来た。

## 歴史
シェベルガーンはかつてシルクロード沿いで繁栄した。
13世紀、マルコ・ポーロがシェベルガーンを訪れ、とても甘いメロンについて記した。
1856年、J. P. Ferrierは「シェベルガーンには1.2万の魂が有る。ウズベク人は昔多数派だった。」と述べた。
1873年、イギリスとロシア帝国の国境画定によって、シェベルガーンを首都とするウズベク・ハン国はアフガニスタンに併合された。
1978年、ソ連の人類学者がティッリャ・テペ(バクトリアの黄金)を発掘した。シェベルガーンはクシャーナ朝の5つの州の1つと考えられた。
2001年12月、ダシュトゥ・イ・レイリの虐殺が起きた。アメリカ軍がアフガニスタンを侵略中に、250〜3000人のタリバン囚人がアメリカ軍と北部同盟の戦車に射殺された。クンドゥーズからシェベルガーン収容所に囚人を移動中だった。
イスラム共和国の体制下ではウズベク人のラシッド・ドスタム将軍とタジク人のアタ・モハマド・ヌールが、シェベルガーンを中心にアフガニスタン北部の支配権を賭けて争っていた。
2021年7月から8月6日にかけて、政府軍・ドスタム派軍閥の連合軍とターリバーンの間で支配権をめぐって大規模な衝突が発生し、ターリバーンが制圧した。

## 土地利用
シェベルガーンはアフガニスタン北部の交易と交通の中心である。
- 50%：農地[10]
- 23%：居住地区(中央部に偏る)[11]

## 気候
シェベルガーンはステップ気候(BSh)で、暑い夏と寒い冬が来る。1〜3月は穏やかに雨が降るが、残りの9ヶ月は夏を中心に乾燥する。
| Sheberghanの気候       | Sheberghanの気候 | Sheberghanの気候 | Sheberghanの気候 | Sheberghanの気候 | Sheberghanの気候 | Sheberghanの気候 | Sheberghanの気候 | Sheberghanの気候 | Sheberghanの気候 | Sheberghanの気候 | Sheberghanの気候 | Sheberghanの気候 | Sheberghanの気候 |
| 月                     | 1月              | 2月              | 3月              | 4月              | 5月              | 6月              | 7月              | 8月              | 9月              | 10月             | 11月             | 12月             | 年               |
| ---------------------- | ---------------- | ---------------- | ---------------- | ---------------- | ---------------- | ---------------- | ---------------- | ---------------- | ---------------- | ---------------- | ---------------- | ---------------- | ---------------- |
| 最高気温記録 °C （°F） | 22.4 (72.3)      | 24.2 (75.6)      | 30.9 (87.6)      | 35.4 (95.7)      | 41.5 (106.7)     | 46.0 (114.8)     | 47.5 (117.5)     | 44.3 (111.7)     | 40.6 (105.1)     | 36.4 (97.5)      | 30.6 (87.1)      | 25.6 (78.1)      | 47.5 (117.5)     |
| 平均最高気温 °C （°F） | 6.8 (44.2)       | 9.3 (48.7)       | 15.8 (60.4)      | 23.7 (74.7)      | 31.1 (88)        | 36.9 (98.4)      | 38.9 (102)       | 37.2 (99)        | 32.0 (89.6)      | 24.0 (75.2)      | 16.7 (62.1)      | 10.6 (51.1)      | 23.58 (74.45)    |
| 日平均気温 °C （°F）   | 2.0 (35.6)       | 4.9 (40.8)       | 10.5 (50.9)      | 17.3 (63.1)      | 23.2 (73.8)      | 28.8 (83.8)      | 31.0 (87.8)      | 28.6 (83.5)      | 23.1 (73.6)      | 16.4 (61.5)      | 10.0 (50)        | 5.4 (41.7)       | 16.77 (62.18)    |
| 平均最低気温 °C （°F） | −1.3 (29.7)      | 1.3 (34.3)       | 5.7 (42.3)       | 11.5 (52.7)      | 15.1 (59.2)      | 19.4 (66.9)      | 22.2 (72)        | 20.0 (68)        | 15.1 (59.2)      | 9.8 (49.6)       | 4.6 (40.3)       | 1.5 (34.7)       | 10.41 (50.74)    |
| 最低気温記録 °C （°F） | −20.5 (−4.9)     | −25.7 (−14.3)    | −9.4 (15.1)      | −7.5 (18.5)      | 5.3 (41.5)       | 8.5 (47.3)       | 12.9 (55.2)      | 11.6 (52.9)      | 4.3 (39.7)       | −2.4 (27.7)      | −8.5 (16.7)      | −15 (5)          | −25.7 (−14.3)    |
| 降水量 mm （inch）     | 42.3 (1.665)     | 44.3 (1.744)     | 56.4 (2.22)      | 25.9 (1.02)      | 11.2 (0.441)     | 0.2 (0.008)      | 0.0 (0)          | 0.0 (0)          | 0.2 (0.008)      | 6.6 (0.26)       | 13.6 (0.535)     | 29.8 (1.173)     | 230.5 (9.074)    |
| 平均降雨日数           | 5                | 6                | 9                | 6                | 3                | 0                | 0                | 0                | 0                | 2                | 3                | 4                | 38               |
| 平均降雪日数           | 5                | 3                | 1                | 0                | 0                | 0                | 0                | 0                | 0                | 0                | 1                | 2                | 12               |
| % 湿度                 | 78               | 76               | 71               | 65               | 47               | 34               | 31               | 32               | 35               | 46               | 61               | 74               | 54.2             |
| 平均月間日照時間       | 115.3            | 124.1            | 162.3            | 198.2            | 297.9            | 364.3            | 365.9            | 346.1            | 304.6            | 242.9            | 175.8            | 125.7            | 2,823.1          |
| 出典：NOAA (1964-1983) |                  |                  |                  |                  |                  |                  |                  |                  |                  |                  |                  |                  |                  |

## 経済
シェベルガーンの周辺には灌漑農地が広がる。1967年、ソ連の助けを得て、シェベルガーンの15km東のホワジャ・ゴゲラクで天然ガスが発見された。670億m3が埋まっていると推定されている。また、ソ連のケレフトまで100kmの油送管が設置された。この他に、ゾムラド・サイ油田やシェベルガーン製油所も有り、アフガニスタンの重要なエネルギー拠点になっている。

## 参考資料
- Barfield, Thomas J. (1982). The Central Asian Arabs of Afghanistan: Pastoral Nomadism in Transition.
- Dupree, Nancy Hatch. (1977). An Historical Guide to Afghanistan. 1st Edition: 1970. 2nd Edition (1977). Revised and Enlarged. Afghan Tourist Organization, 1977. Chapter 21 "Maimana to Mazar-i-Sharif."
- Ferrier, J. P. (1856), Caravan Journeys and Wanderings in Persia, Afghanistan, Turkistan and Beloochistan. John Murray, London.
- Hill, John E. (2009). Through the Jade Gate to Rome: A Study of the Silk Routes during the Later Han Dynasty, 1st to 2nd Centuries CE. BookSurge, Charleston, South Carolina. ISBN 978-1-4392-2134-1.
- Leriche, Pierre. (2007). "Bactria: Land of a Thousand Cities." In: After Alexander: Central Asia before Islam. Eds. Georgina Hermann and Joe Cribb. (2007). Proceedings of the British Academy 133. Oxford University Press.
- Sarianidi, Victor. (1985). The Golden Hoard of Bactria: From the Tillya-tepe Excavations in Northern Afghanistan. Harry N. Abrams, New York.